# Copa San Juan Gobierno 2012
Il Copa San Juan Gobierno 2012 è stato un torneo professionistico di tennis maschile giocato sulla terra rossa. È stata la 1ª edizione del torneo, facente parte dell'ATP Challenger Tour nell'ambito dell'ATP Challenger Tour 2012. Si è giocato a San Juan in Argentina dall'8 al 14 ottobre 2012.

## Partecipanti ATP

### Teste di serie
| Nazionalità | Giocatore              | Ranking* | Testa di serie |
| ----------- | ---------------------- | -------- | -------------- |
| Argentina   | Leonardo Mayer         | 82       | 1              |
| Portogallo  | João Sousa             | 101      | 2              |
| Argentina   | Guido Pella            | 121      | 3              |
| Argentina   | Horacio Zeballos       | 124      | 4              |
| Francia     | Guillaume Rufin        | 129      | 5              |
| Brasile     | Rogério Dutra da Silva | 131      | 6              |
| Portogallo  | Frederico Gil          | 132      | 7              |
| Argentina   | Martín Alund           | 135      | 8              |

- 1 Ranking al 1º ottobre 2012.

### Altri partecipanti
Giocatori che hanno ricevuto una wild card:
- Facundo Alvo
- Diego Junqueira
- Renzo Olivo
- Diego Schwartzman

Giocatori che hanno ricevuto un entry come special exempt:
- Ricardo Hocevar
- Nicolás Massú

Giocatori che sono passati dalle qualificazioni:
- Andrea Collarini
- Leandro Migani
- Stéphane Robert
- Thomas Schoorel

## Campioni

### Singolare
- Thiemo de Bakker ha battuto in finale  Martín Alund con il punteggio di 6–2, 3–6, 6–2

### Doppio
- Martín Alund /  Horacio Zeballos hanno battuto in finale  Nicholas Monroe /  Simon Stadler con il punteggio di 3–6, 6–2, [14-12]